# Blattinae
Sous-famille
Synonymes
- Duchailluiinae Roth, 2003[1]

Les Blattinae sont une sous-famille de Blattes dans la famille des Blattidae.

## Systématique
Cette sous-famille est attribuée, en 1810, à l'entomologiste français Pierre-André Latreille (1762-1833).

## Liste des genres
Selon BioLib (30 août 2022) :
- genre Apterisca Princis, 1963
- genre Blatta Linnaeus, 1758
- genre Brinckella Princis, 1963
- genre Bundoksia Lucañas, 2021
- genre Cartoblatta Shelford, 1910
- genre Celatoblatta Johns, 1966
- genre Deropeltis Burmeister, 1838
- genre Distylopyga Bei-Bienko, 1965
- genre Dorylaea Stål, 1877
- genre Duchailluia Rehn, 1933
- genre Eroblatta Shelford, 1910
- genre Eumethana Princis, 1951
- genre Hebardina Bei-Bienko, 1938
- genre Henicotyle Rehn & Hebard, 1927
- genre Homalosilpha Stål, 1874
- genre Maoriblatta Alfken, 1903
- genre Mimosilpha Bei-Bienko, 1957
- genre Miostylopyga Princis, 1966
- genre Neostylopyga Shelford, 1911
- genre Pelmatosilpha Dohrn, 1887
- genre Periplaneta Burmeister, 1838
- genre Pseudoderopeltis Krauss, 1890
- genre Scabinopsis Bei-Bienko, 1969
- genre Shelfordella Adelung, 1910
- genre Thyrsocera Burmeister, 1838

Auxquels s'ajoutent les genres éteints suivants, :
- genre †Bubosa Šmídová, 2020 (monotypique avec l'espèce †Bubosa poinari)
- genre †Eoplaneta Piton & Théobald, 1937
- genre †Prostylopyga Piton, 1940
- genre †Zeunera Piton, 1936